# القطة العمياء (مسلسل)
القطة العمياء تدور أحداث المسلسل في إطار كوميدي بسيط يتسم بطابع التشويق حول محامية شابة تدعى "فاطمة عبد الرحمن"، والتي تعمل في مكتب أحد المحامين الكبار حيث تمر بالعديد من المشكلات التي تجد نفسها جزءً منها بدون سبب واضح.

## طاقم العمل
الفيلم من إخراج محمود كامل، والمخرج المنفذ أحمد ثابت. من تأليف محمد سليمان وقصة وسيناريو وحوار عبد المالك.
طاقم العمل: حنان ترك عمرو يوسف إيهاب فهمي علاء مرسي أميرة هاني محمد محمود عبد العزيز.